# Anbetung der Könige (Gerard David)
Anbetung der Könige ist ein Gemälde von Gerard David, das um 1495/1505 entstand. Es wurde mit Ölfarben auf Eichenholz im Format H 166,1 × B 123,7 cm gemalt und zeigt die biblische Szene Anbetung der Könige.
Es wurde von einem Werk von Hugo van der Goes (Monforte-Altar(Abb.)) kopiert.
Das Werk ist Teil der ständigen Ausstellung in der Alten Pinakothek (1816 von einer Pariser Privatsammlung gekauft).
Der Künstler schuf um 1500 und 1515 weitere Gemälde mit dem Motiv.